# Sitio Natural Cordillera del Chaltén

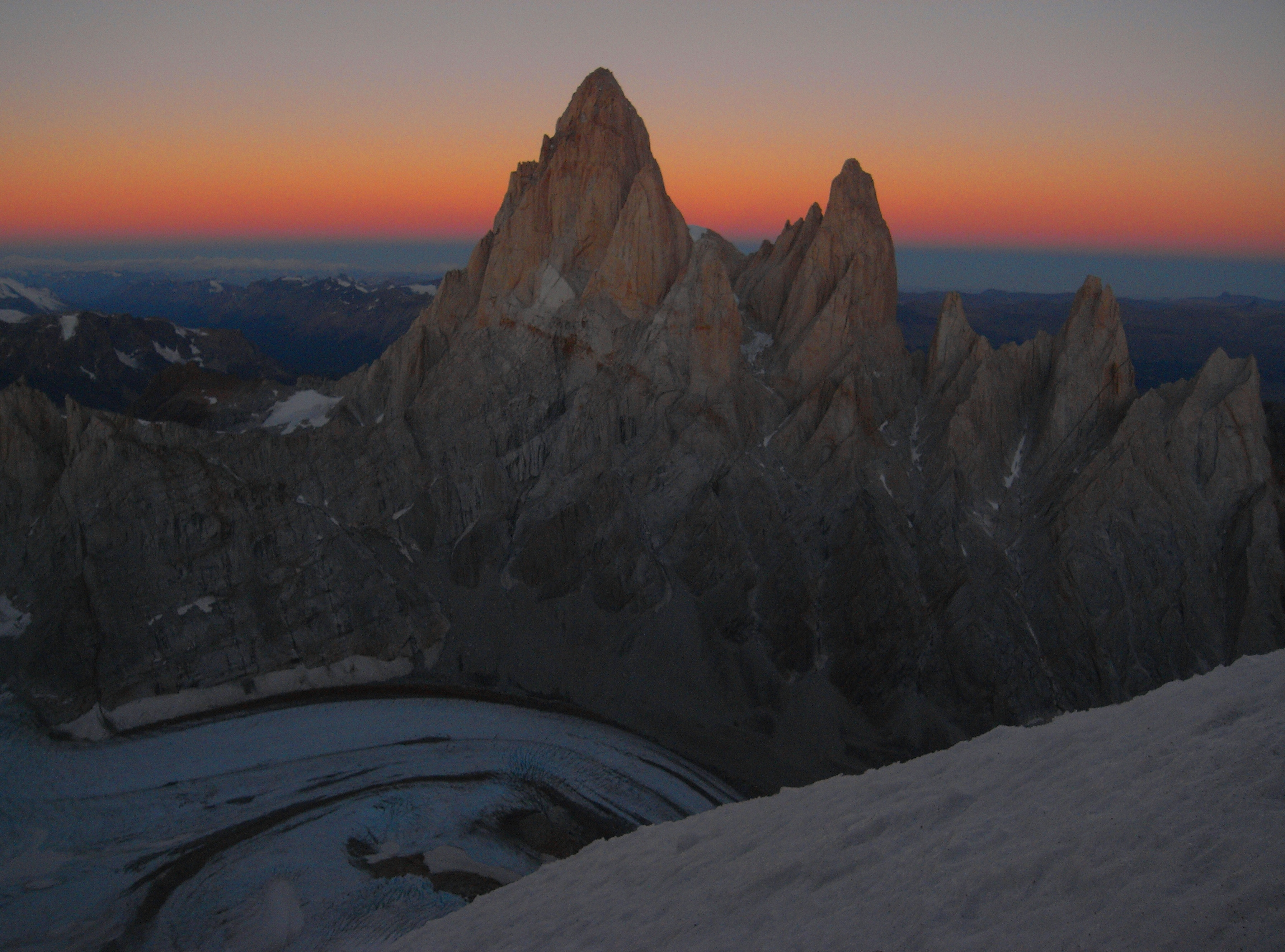
Vista del Sitio Natural Cordillera del Chaltén, Chile durante el atardecer.

El Sitio Natural Cordillera del Chaltén es un sitio del Parque Nacional Bernardo O'Higgins en la región de Magallanes y Antártica Chilena, Chile. Se encuentra entre el límite demarcado por el laudo arbitral de 1994 y la sección B del acuerdo de 1998 entre Argentina y Chile. Tiene una superficie de 768 hectáreas.
Consiste en el sector de la cuenca del glaciar Torre en sector superior de dicho glaciar, comprendido entre el cerro Fitz Roy y el cordón Torre. 
Dentro del sitio natural sobresalen dentro del cordón montañoso del Chaltén el cerro Fitz Roy (3.406 m s. n. m.), el cerro Pollone, el cerro Piergiorgio, la aguja Standhardt, la aguja Desmochada, la aguja de la Silla, el cerro Domo Blanco, la aguja Bífida, la aguja Cuatro Dedos, la aguja CAT, la punta Anna, la punta Mujer entre otras montañas, además del paso montañoso de los Italianos y parte del glaciar Fitz Roy Norte y del glaciar Torre.
La reserva natural fue creada mediante la Resolución N° 74 del 27 de febrero de 2014 por parte de la Corporación Nacional Forestal la cual además creó el sitio "Glaciar Pío XI".